# Fritz Kortner

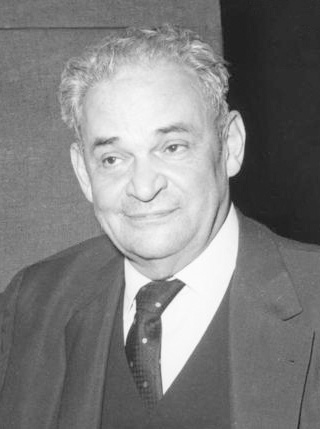
Fritz Kortner (1959)

Fritz Kortner (* 12. Mai 1892 in Wien als Fritz Nathan Kohn; † 22. Juli 1970 in München) war ein österreichischer Schauspieler, Film- und Theaterregisseur. Seinen Durchbruch als Schauspieler erlebte er in Karlheinz Martins Inszenierung von Ernst Tollers Schauspiel Die Wandlung 1919 in Berlin. Kortner galt als Exponent des expressionistischen Theaters und als „Typ des Zeitschauspielers“ der Weimarer Republik und Österreichs. Aufgrund jahrelanger Anfeindungen durch die Nationalsozialisten verließ Kortner einige Monate vor Anbruch der NS-Zeit Deutschland. Während der Emigration in Großbritannien und den Vereinigten Staaten arbeitete er als Drehbuchautor und Schauspieler in der Filmbranche.
Nach seiner Rückkehr in die Bundesrepublik Deutschland war Kortner als Gastregisseur und Schauspieler an zahlreichen westdeutschen und österreichischen Theatern tätig. Am häufigsten führte er an den Münchner Kammerspielen und am Berliner Schillertheater Regie. Mehrfach provozierten Inszenierungen und Filme Kortners aufgrund politischer Subtexte Kontroversen. Kortners aufwändiger, am sprachlichen und gestischen Detail orientierter Inszenierungsstil beeinflusste zahlreiche Regisseure und Schauspieler der Nachkriegszeit.
Neben seiner Arbeit als Theaterschauspieler und -regisseur trat Kortner in etwa einhundert Stumm- und Tonfilmen auf, führte Regie in Kino- und Fernsehfilmen und verfasste Drehbücher und Theaterstücke.

## Leben

### Lehrjahre bei Hofschauspieler Gregori in Wien

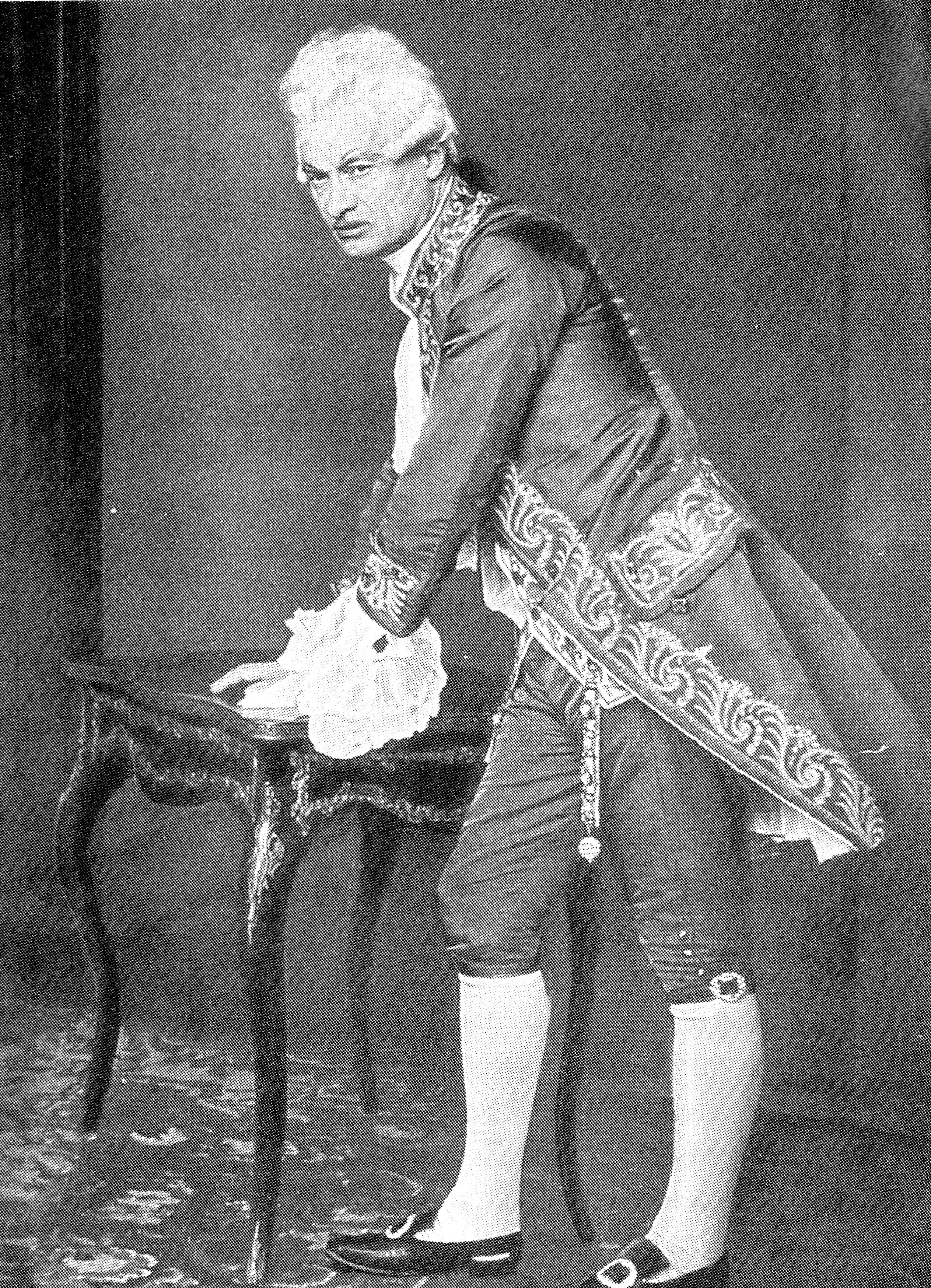
Kortners Idol Josef Kainz als Franz Moor in Friedrich Schillers Die Räuber am Burgtheater Wien, um 1908

Fritz Kortner wurde am 12. Mai 1892 in Wien-Alsergrund als Sohn des jüdischen Uhrmachers und Juweliers Juda Jakob Kohn (1849–1919) und seiner Frau Helene (geb. Lunzer) geboren. In seiner Schulzeit zeigte er sich von „der philosophischen und psychologischen Aufklärung, mit Sozialismus und Kulturkritik“ sowie vom Theater beeindruckt. Er bewunderte die Arbeiten des österreichischen Schriftstellers Karl Kraus und des k.u.k.-Hofschauspielers Josef Kainz. Um 1908 besuchte Kortner als Oberrealschüler eine Inszenierung von Friedrich Schillers Schauspiel Die Räuber am Burgtheater in Wien mit dem renommierten Schauspieler Josef Kainz in der Rolle des Franz. Kainz überzeugte als moderner Bühnenkünstler mit rasantem Spiel gerade in klassischen Rollen. Der Theaterabend zeigte einschneidende Wirkung bei Kortner: „Schlagartig wurde ich theaterhörig. Theaterliebeskrank lag ich danach tagelang fiebernd im Bett.“ Wie sein Idol Kainz wollte Kortner von da an Schauspieler werden.
Wenige Monate später sprach Kortner erfolgreich bei dem Schauspiellehrer Ferdinand Gregori vor. Gregori hatten neben einem Engagement als Hofschauspieler eine leitende Position an der Wiener Akademie für Musik und Darstellende Kunst, die dem Burgtheater zugeordnet war, inne. Gregori protegierte Kortner, dem im Herbst 1908 mit der bestandenen Aufnahmeprüfung an der Akademie auch ein Burgtheaterstipendium zugesprochen wurde. Gregori zufolge kamen damals „etwa 150 junge Leute mit dem gleichen Wunsche zu mir, und etwa den zehnten Teil davon nahm ich nur auf. Ich weiß heute nicht mehr, was er mir als Talentprobe vorsprach, aber ich habe ihn gewiß nicht lange toben lassen […] – ihm aber sofort eine Freistelle ausgewirkt.“ Nicht alle Ausbilder der Akademie teilten Gregoris wohlwollendes Urteil. Die Dozenten der Nebenfächer, gegen die Kortner aufbegehrte, forderten gar, den ungestümen Schauspielschüler als „Zerstörer jeglicher Disziplin“ von der Akademie zu weisen. Kortner kam jedoch mit einer Verwarnung wegen Insubordination davon.

### Erste Engagements in Mannheim und bei Max Reinhardt in Berlin

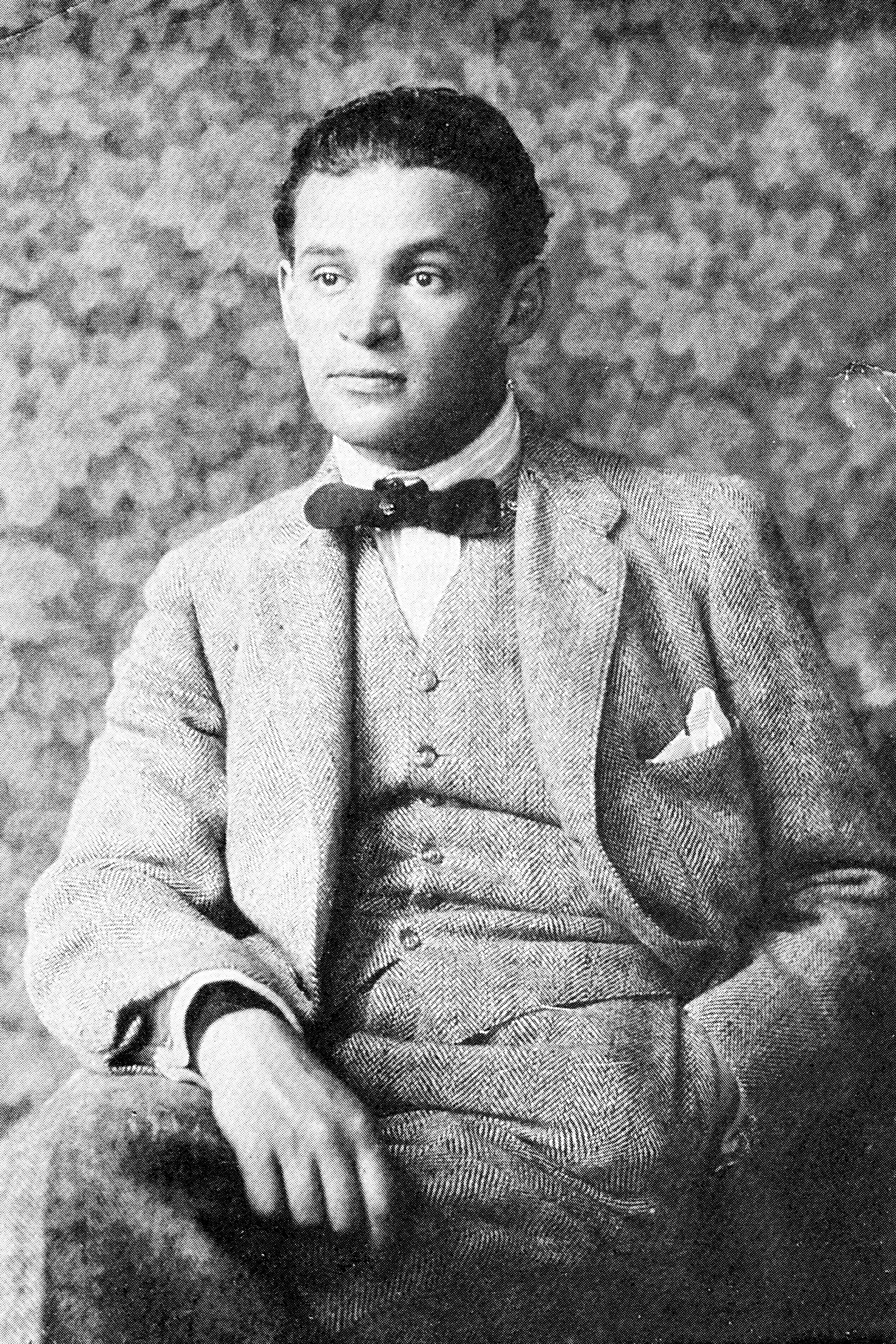
Fritz Kortner während seines Engagements am Deutschen Theater Berlin, um 1911

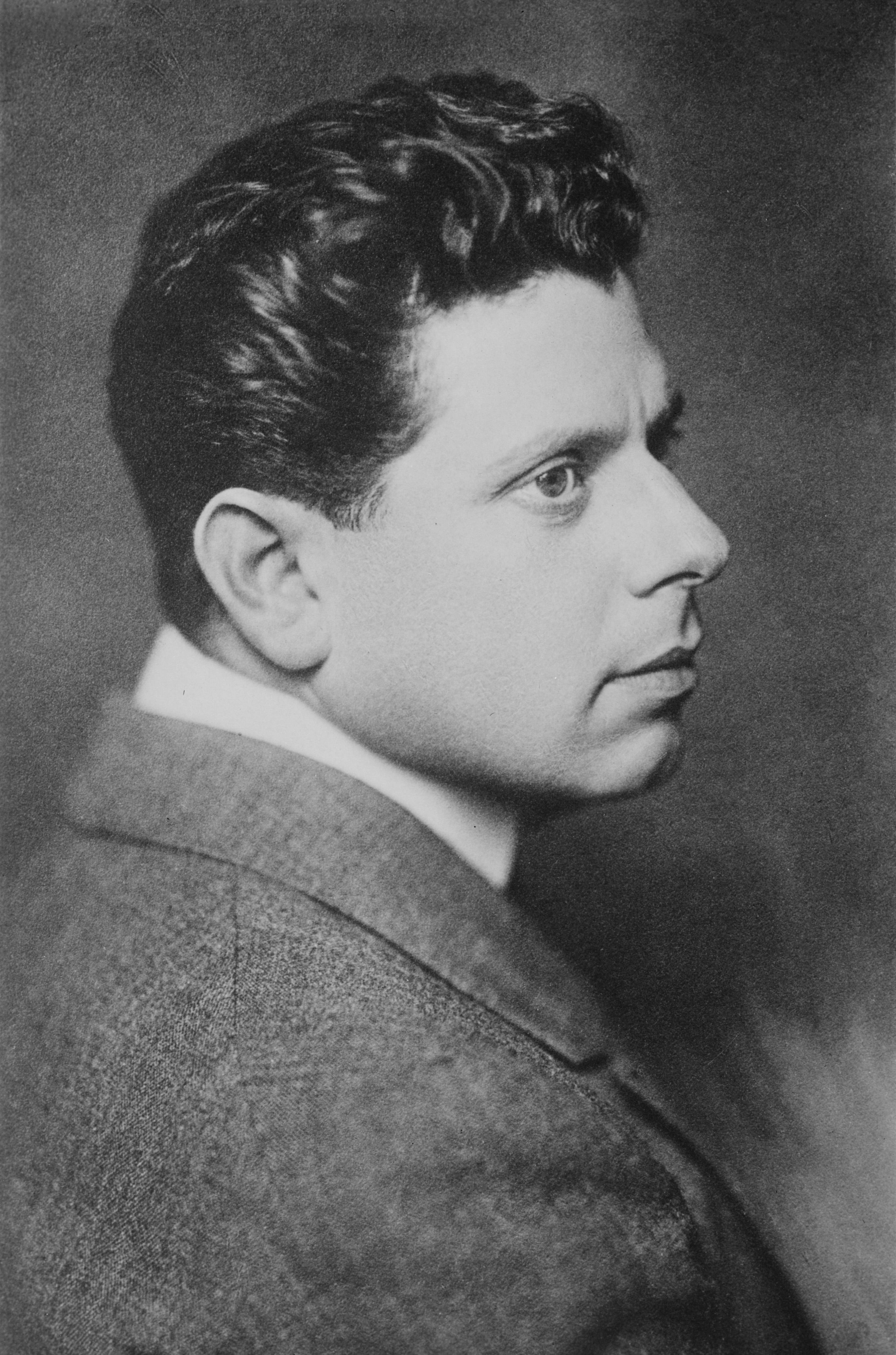
Seine Verpflichtung an das Deutsche Theater verdankte Kortner dessen Leiter Max Reinhardt (Aufnahme von Nicola Perscheid, 1911).

Als Gregori zum Intendanten des Mannheimer Hof- und Nationaltheaters berufen wurde, erhielt Kortner dort 1910 sein erstes Engagement für eine Saison. Seinen Künstlernamen legte er sich spätestens „mit dem Eintritt ins erste Engagement“ zu. Bei der Annahme des Burgtheaterstipendiums hatte Kortner sich allerdings zwei Jahre zuvor verpflichten müssen, sein erstes Engagementsjahr als Schauspieler am Burgtheater zu verbringen. Um mit Gregori 1910 stattdessen nach Mannheim gehen zu können, musste Kortner am Burgtheater um eine Lösung dieser Verpflichtung nachsuchen. Wie er in seiner Autobiografie 1959 bedauerte, ahnte er damals nicht, „wie endgültig dieser Verzicht des Burgtheaters auf mich werden und daß mein damaliges Ansuchen um Lösung auf Lebensdauer gelten sollte“ (erst 1964 sollte Kortner doch noch als Gastregisseur an das Burgtheater verpflichtet werden). In Mannheim weckte Intendant Gregori größte Hoffnungen, als er den jungen Schauspieler Kortner als einen würdigen „Nachfolger von Kainz“ einführte; Kainz war kurz zuvor nach schwerer Krankheit gestorben.
Bereits 1911 wurde Kortner von Max Reinhardt – nachdem er „einen Monolog des Franz Moor gesprochen hatte“ – nach Berlin ans Deutsche Theater engagiert. Dort spielte er allerdings nur kleinere bis mittelgroße Rollen. Bereits im Frühjahr 1913 kündigte Kortner sein Engagement wieder auf und gab als Grund eine längere Abwesenheit Reinhardts aus Berlin aus Tourneegründen an. Dass ein angespanntes persönliches Verhältnis zwischen Reinhardt und Kortner die Entscheidung des Schauspielers mitverursacht haben könnte, zeigt die Reinhardt zugeschriebene Äußerung: „Ach Kortner – der hat immer recht!“ Für Kortner begannen Wanderjahre von Bühne zu Bühne. Der Regisseur Berthold Viertel engagierte ihn an die Wiener Volksbühne, an der Viertel als Dichter und Dramaturg tätig war. Die Wiener Volksbühne beschäftigte damals überwiegend junge Schauspieler und spielte zeitgenössische Autoren. Gleich Kortners erster Auftritt im Mai 1913 in Herbert Eulenbergs Tragikomödie Alles um Geld, in der er den habgierigen Träumer Vinzenz spielte, „schlug mächtig ein.“
Im selben Jahr holte Victor Barnowsky Kortner an das Lessingtheater nach Berlin zurück, das Kortner nach einem Zerwürfnis verließ, um an Meinhardt/Bernauers Theater in der Königgrätzer Straße zu arbeiten. An keiner der beiden Bühnen kam es jedoch zu Auftritten. Nach Beginn des Ersten Weltkriegs musste Kortner sich 1914 vor einer Musterungskommission einfinden und wurde für „tauglich erklärt“. Im Rahmen einer weiteren militärärztlichen Untersuchung sollte bald darauf Kortners „Frontdiensttauglichkeit“ festgestellt werden. Da der zuständige Mediziner nebenher Theaterarzt war und ihn spielen sehen hatte, ließ dieser ihn in das Wiener Allgemeine Krankenhaus einweisen. Dort verhalf ihm ein anderer Arzt in den folgenden Wochen zu einem „militär-amtlichen Schein“, der „mich bis auf weiteres vom Frontdienst befreite und mich, wegen Überfüllung der Spitäler, der häuslichen Pflege überwies.“ Angesichts seiner „militärärztlich bestätigte[n] Kampfunfähigkeit“ konnte Kortner seine schauspielerische Laufbahn fortsetzen.
Sesshaft wurde Kortner während der Kriegsjahre nicht, doch wurden die Rollen an den Theatern bedeutender. Er spielte die Titelrolle in Molnárs Liliom im Oktober 1915 am Albert-Theater Dresden, Franz Moor in Schillers Die Räuber im September 1916 und König Philipp in Schillers Don Carlos im Dezember 1916 (beide am Volkstheater Wien). Noch während des Kriegs fasste Kortner auch im Stummfilm Fuß. In Wien spielte er in den Filmen Frauenehre, Der Sonnwendhof und Der Märtyrer seines Herzens (allesamt 1918) mit, in denen seine expressionistische Darstellung erstmals voll zur Geltung kam.
Unmittelbar vor Kriegsende erreichte Kortner telegrafisch im November 1918 doch noch ein Stellungsbefehl, der aber aufgrund der bedingungslosen Kapitulation tags darauf hinfällig wurde.

### Durchbruch in Berlin und Jahre am Preußischen Staatstheater
Gemeinsam mit dem befreundeten Regisseur Karlheinz Martin ging Kortner 1919 nach Berlin. Dort erlebte er als sprach- und ausdrucksstarker Schauspieler in dem Stück Die Wandlung von Ernst Toller am Theater Die Tribüne seinen Durchbruch. „Sein Spiel klagte an, proklamierte gegen den Krieg und die alte Gesellschaft den ‚neuen Menschen‘, geboren aus einer friedlichen Revolution.“ Der neugekürte Berliner Intendant Leopold Jessner verpflichtete Kortner ans Staatstheater und machte ihn in den folgenden Jahren zu seinem Protagonisten. Am Staatlichen Schauspielhaus bewährte sich Kortner zwischen 1919 und 1921 in den Dramen Schillers und Shakespeares, er gab den Mortimer in Maria Stuart (Oktober 1919), den Geßler in der Skandalinszenierung von Wilhelm Tell (Dezember 1919) und die Titelrollen in Richard III. (November 1920) und Othello (November 1921) unter der Regie Jessners. Stilistisch deutete er Jessners Theater später allerdings als Sackgasse und sprach von der Gefahr, „dem Überrumpelungstheater, das wir im Grunde getrieben hatten, zu erliegen.“

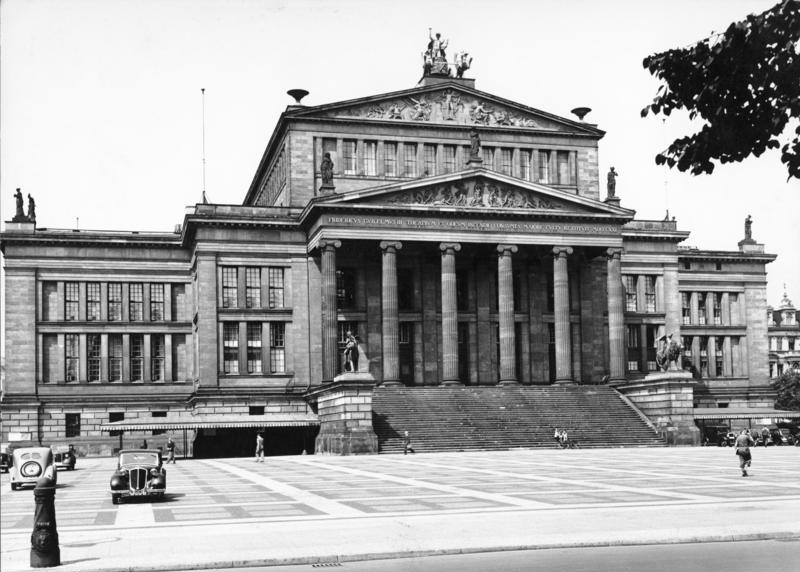
Das Preußische Staatstheater am Berliner Gendarmenmarkt

Kortner nahm für sich das Verdienst in Anspruch, Leopold Jessner mit einer „ungelenk gezeichneten Skizze“ bei der Wiener Inszenierung von Richard III. im Dezember 1921 zu dessen aufsehenerregender „Treppe“ inspiriert zu haben, einer Stufenbühne, die Jessners Ruhm als moderner Regisseur und Gestalter raum- und zeitloser Bühnenräume wesentlich mitbegründete. Einen Theaterskandal hatte Jessner mit diesem stark umstrittenen Bühnenelement, das in seiner symbolischen Abstraktion gängigen Bühnenbild-Konventionen zuwiderlief, allerdings bereits in seiner Berliner Inszenierung von Wilhelm Tell im Dezember 1919 ausgelöst (an der Kortner ebenfalls beteiligt gewesen war).
In den 1920er Jahren entwickelte sich Kortner zu einem der großen Theaterstars, die sich nach dem Ersten Weltkrieg dem neuen expressionistischen Theater verschrieben hatten. Große Erfolge feierte er mit den Titelrollen von Macbeth im November 1922, in Dantons Tod von Büchner im Februar 1924, in Herodes und Mariamne von Hebbel im März 1926 sowie als Hamlet im Dezember 1926 (allesamt Berlin). Über allem stand der Shylock in Der Kaufmann von Venedig (erstmals 1916 in Wien, erneut 1923 und 1924), der zur Lebensrolle für Kortner wurde. Als er sie im November 1927 am Staatlichen Schauspielhaus unter der Regie Jürgen Fehlings abermals verkörperte, befand der Kritiker Alfred Kerr: „Kortner ist Held eines unauslöschlichen Trauerspiels. […] Es gibt in Deutschland keinen Sprecher, der das Wort von dem blutenden Menschen, wenn man ihn sticht, so hinreißend, so einfach, so eindringlich, so tief erlebensvoll herausbrächte wie dieser Kerl.“ Neben der Theaterarbeit verstärkte Kortner seine Aktivität beim Film. Auch hier entstanden expressionistische Werke, in denen der Schauspieler mit seiner dämonisch-hintergründigen Darstellungskunst Erfolge feierte. Zu den Kassenschlagern mit Kortner zählte der Stummfilm Schatten von 1923, der auch durch den effektvollen Einsatz von Licht, Schatten und Spiegeln überzeugte. 1924 spielte Kortner die Rolle des Schurken im österreichischen Stummfilm-Horrorklassiker Orlac’s Hände.
1924 heiratete Kortner die Schauspielerin Johanna Hofer, die er vier Jahre zuvor bei einer Inszenierung von Crommelyncks Der Maskenschnitzer kennengelernt hatte. Hofer begleitete ihn bis an sein Lebensende. Im gleichen Jahr wurde ihr Sohn Peter (1924–1991) geboren, 1929 folgte die Tochter Marianne. Seit der Hochzeit fielen die künstlerische Zusammenarbeit und Lebensgemeinschaft von Kortner und Hofer zusammen. Als im September 1928 bekannt wurde, dass Kortner mit einem Stammkapital von 20.000 Reichsmark eine „Kortner-Hofer-Gesellschaft m.b.H.“ gegründet hatte, die der „Auswertung der schauspielerischen Tätigkeit“ der beiden dienen sollte, warnte der Kritiker Herbert Ihering allerdings vor dem „Geldgrößenwahn der Stars“ und dem „gefährlichen Irrweg“, auf dem Kortner sich befände: „Seine Kunst ist auf Regie und Ensemble und moderne Dichtung angewiesen. Was er als Geschäftsführer seines Talents treibt, steuert geradenwegs zum eigenen Theater, zum Barnay-Theater, zur unkontrollierten, regielosen Starbühne.“ Kortner werde die Alternativen eines isolierten Starruhms und konstruktiver Ensemble-Arbeit gut gegeneinander abwägen müssen.
Während der 1920er Jahre engagierte sich Kortner nebenbei politisch für die Sozialdemokratie. In Zusammenhang mit der Reichstagswahl 1928 stellte er sich für einen Wahlfilm zur Verfügung. In dem SPD-Film Im Anfang war das Wort (Regie: Ernő Metzner), der die schwierigen Arbeitsbedingungen der SPD-Presseorgane zur Zeit des Sozialistengesetzes im Bismarckreich behandelte, spielte er einen Arbeiter. Mit dem Slogan „gegen den Bürgerblock“ rief der Film zur Abwahl des bürgerlichen Kabinetts Marx IV auf.

### Übersiedlung in die Schweiz und Emigration
Die wachsende politische Instabilität der Weimarer Republik unter den Präsidialkabinetten und das zunehmende Erstarken der NSDAP veranlassten Kortner, seinen Wohnsitz bereits im Frühjahr 1932 nach Ascona in die italienische Schweiz zu verlegen. Nur wenige Monate zuvor hatte er mit Der brave Sünder seine erste Regiearbeit für den Tonfilm mit Heinz Rühmann in der Hauptrolle vorgelegt. Als Adolf Hitler an die Macht kam, befand Kortner sich auf einer Tournee durch Skandinavien und Osteuropa. Kortner hatte Sorge, dass er sich im Ausland keine dauerhafte berufliche Perspektive werde schaffen können. Im Frühjahr 1933 klagte er aus Stockholm in einem Brief an eine Freundin über beklemmende Niedergeschlagenheit und „irre Lebensangst“. Aus der Ferne traf er die Entscheidung, nicht mehr nach Deutschland zurückzukehren. Seit Ende der 1920er Jahre hatte Kortner sich verstärkten Angriffen der Nationalsozialisten ausgesetzt gesehen. Die Gauzeitung der Berliner NSDAP „Der Angriff“ hatte ihn zuletzt im Dezember 1932 zum Objekt antisemitischer Anfeindungen und der Androhung von Selbstjustiz gemacht: „Man hat sich für die Rolle [in Julius Hays Gott, Kaiser und Bauer] den Juden Kortner-Kohn verschrieben, der im Berliner Theaterleben eigentlich längst ausgespielt haben sollte. Er ist so ziemlich der schmierigste und übelste jüdische Typ, der je auf einer deutschen Bühne gestanden hat.“ Der zuständige Reichskommissar solle weitere Aufführungen unverzüglich untersagen oder den polizeilichen Schutz zurückziehen, „so daß sich die jüdischen Schmierfinken dann mit der Berliner Bevölkerung, der sie derartige Sudeleien zu bieten wagen, selbst auseinandersetzen müssen“.

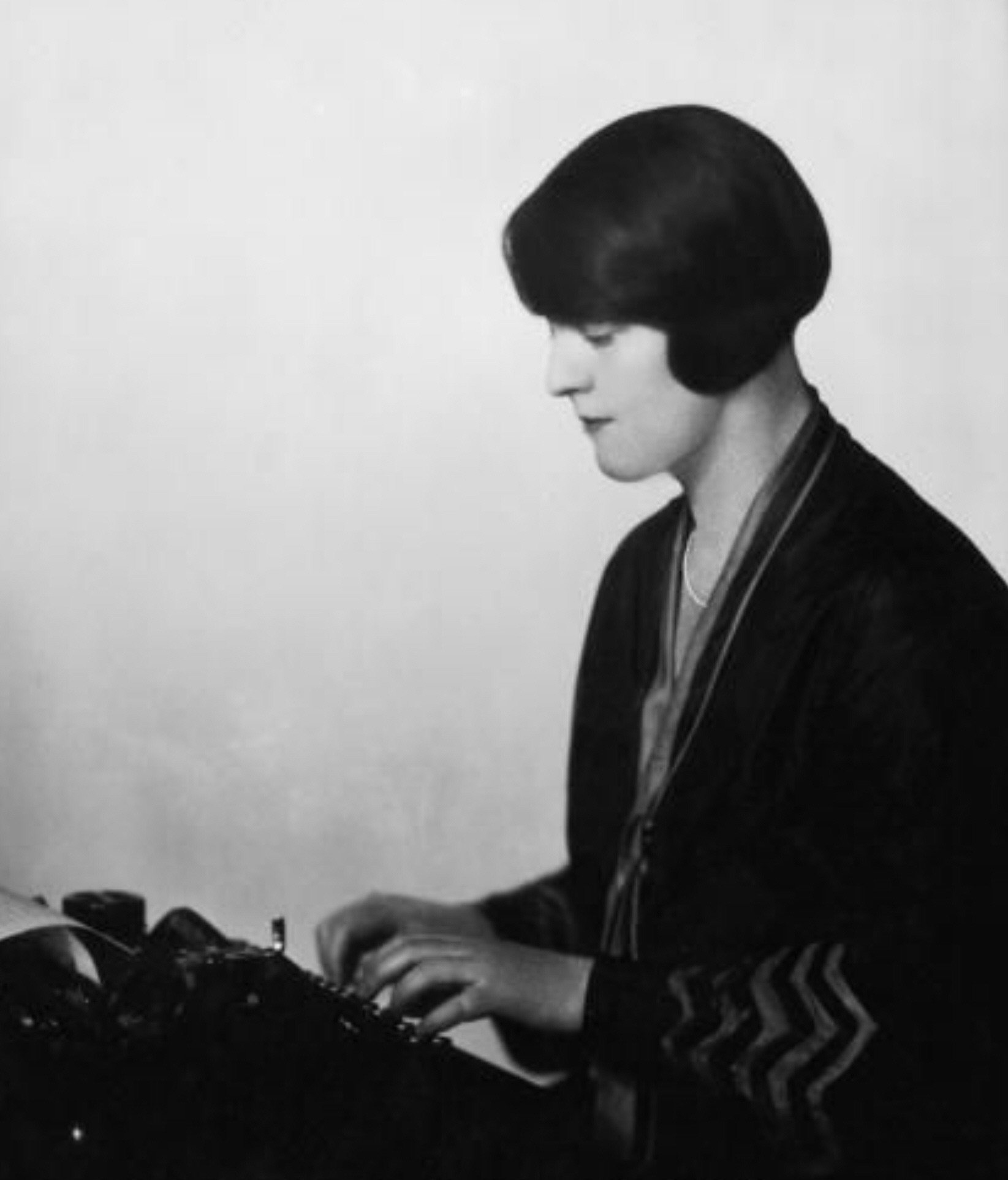
Die mit Kortner befreundete US-Kolumnistin Dorothy Thompson, um 1920

Über die Tschechoslowakei, dann über Wien – wo er am Theater in der Josefstadt von Max Reinhardt auftrat – und Paris emigrierte die Familie Kortner im Februar 1934 nach Großbritannien, wo Kortner intensiv Englisch lernte, um in der britischen Filmbranche Arbeit zu finden. Aufgrund seines ausländischen Akzents wurden ihm allerdings nur exotische Rollen angeboten. Während seiner Tätigkeit für den britischen Film litt der Schauspieler stark unter dem Verlust seiner Muttersprache: „In einer fremden Sprache aber spielen, das streift oft beängstigend die düstersten Bezirke des Wahnsinns.“ Auch nahm ihm ein Boykott seiner Filme durch die Nationalsozialisten schon bald wieder diese Verdienstmöglichkeit. Daher emigrierte Kortner im September 1937 nach New York, durchlitt aber auch dort angesichts mangelnder Arbeitsmöglichkeiten „wilde Verdüsterungen“ und sah sich zeitweilig einer „Nervenkatastophe“ nahe. Dem US-Theater konnte er nur wenig abgewinnen: Es sei „ohne Tiefe und ohne Höhe, ein Theater der Tagessorgen; der Theaterbesuch ist ein Besuch bei Bekannten. Das Metaphysische, das über den Menschen Hinausgehende, die Auseinandersetzung mit dem nicht Realen“ seien dem US-Theater fremd. Im Februar 1938 holte Kortner seine Familie, die nicht in die Vereinigten Staaten hatte auswandern wollen, nach New York nach.
Durch die gemeinsame Autorenschaft an einem Theaterstück avancierte Kortner zum politischen Berater der einflussreichen Kolumnistin Dorothy Thompson. Thompson, die den Republikanern nahestand, begann während der gemeinsamen literarischen Arbeit mit Kortner 1940 ihre politische Haltung zu überdenken. Kortners Rat folgend trat sie erfolgreich für die Wiederwahl des amerikanischen Präsidenten Franklin D. Roosevelt (Demokraten) ein. In den Vereinigten Staaten verfasste Kortner seine ersten Theaterstücke (das Flüchtlingsdrama Another Sun mit Thompson, die Résistance-Tragödie Somewhere in France mit Carl Zuckmayer und das Kriegsgefangenenstück World Unseen), die jedoch auf wenig Resonanz trafen und nach wenigen Aufführungen abgesetzt wurden. Zum Sommer 1941 siedelte Kortner nach Hollywood über, das über Jahre hinweg ebenfalls von dem internationalen Boykott von Kortners Arbeiten, den die Nazis betrieben hatten, betroffen gewesen war. Kortner arbeitete an Drehbüchern für die US-Filmbranche. Nachdem Hollywood begonnen hatte, auch antifaschistische Filme zu produzieren, wurden Kortner schließlich auch Filmrollen angeboten. Kortners beständige Sorge, seine Familie nicht ernähren zu können, ließ nach. Bis zu seiner Rückkehr nach Europa spielte er in neun Filmen mit, die künstlerisch allerdings nicht überzeugten. Kortner beurteilte seine beruflichen Leistungen in Hollywood später als „wenig bemerkenswert“.

### Remigration und Wirken an den Münchner Kammerspielen

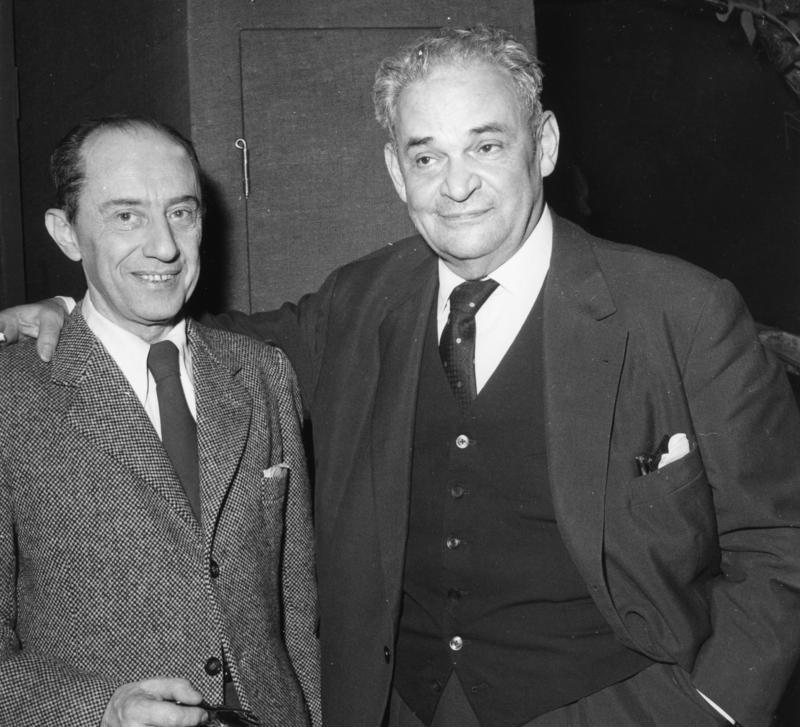
Kortner mit Curt Bois anlässlich von Kortners Inszenierung von Die Räuber am Schillertheater im Februar 1959

Obwohl aus seiner „Familie elf Verwandte vergast worden waren“, zog es Kortner schon bald nach Kriegsende nach Deutschland zurück. Der Intendant des Deutschen Theaters in Berlin, Wolfgang Langhoff, hatte Kortner 1947 „für den kommenden Winter“ nach Berlin eingeladen, so dass Kortner sich bei Freunden bereits „nach Vorschlägen, was er spielen solle“, erkundigt hatte. Kortner wollte unter allen Umständen am Wiederaufbau des deutschen Theaters mitwirken. Als er im Dezember 1947 mit einem Visum mit VIP-Status in Deutschland eintraf, bereiteten ihm jedoch die US-Besatzungsbehörden Schwierigkeiten. Die erhoffte Regietätigkeit am Deutschen Theater in Ostberlin wurde ihm nicht genehmigt: „Beim Eintreffen in Europa erfuhr ich, dass ich keineswegs das tun könne, was ich vor hatte. Sondern: als amerikanischer Staatsbürger müsste ich im amerikanischen Sektor tätig sein.“ Die US-Behörden unterbanden eine praktische Bühnenarbeit des Heimkehrers in Berlin, „da wir uns noch nominell im Kriegszustand befänden“. Angesichts des Fraternisierungsverbots konnte sich Kortner dem deutschen Theater zunächst nur als Zuschauer nähern. Die Wiederbegegnung mit dem deutschen Theater verlief ernüchternd.
Mit der Inszenierung der eigenen Komödie Donauwellen über den unbelehrbaren Wiener Frisör Duffeck, der nach Kriegsende mit allen Mitteln an seinen Arisierungsgewinnen festhält, begann im Februar 1949 an den Münchner Kammerspielen Kortners zweite Karriere als Regisseur. Die „scharfsichtige Komödie über die Weiterwurstelmentalität“ mit Willy Reichert in der Hauptrolle erlebte 29 Aufführungen. Die Inszenierung war ein Publikumserfolg, wurde „jedoch von den Besatzungsmächten wegen der satirischen Beleuchtung ihrer Haltung untersagt“. Besonderes Aufsehen erregte Kortners vierte Nachkriegs-Inszenierung: Friedrich Schillers Don Carlos am Berliner Hebbel-Theater im Dezember 1950. Kortner führte dies maßgeblich auf den latenten Reizfaktor, den er selbst als jüdischer Remigrant darstellte, zurück: „Als Posa die Worte ‚Da stieß ich auf verbrannte menschliche Gebeine…‘ an mich richtete, entstand die erste Unruhe in dem zwischen Wohlwollen und Haß gespaltenen Publikum. Mir wurde nachträglich klar, daß der Protest dadurch erregt wurde, daß jene Worte so langsam und so eindringlich gesagt und ausgerechnet an mich gerichtet waren.“ Als dann im fünften Akt eine Reihe von Schwarzgepanzerten den Escorial umstellte und auf der Drehbühne Schusssalven auch in Richtung Publikum abfeuerte, kam es unter den Zuschauern zum Tumult. Kortner zufolge war dieser besonders aggressive Effekt jedoch „nicht beabsichtigt gewesen […].“ Nachdem den Regisseur Drohbriefe erreicht hatten, legte er nach der zweiten Vorstellung die Rolle des König Philipp, die er gespielt hatte, nieder und verließ Berlin.

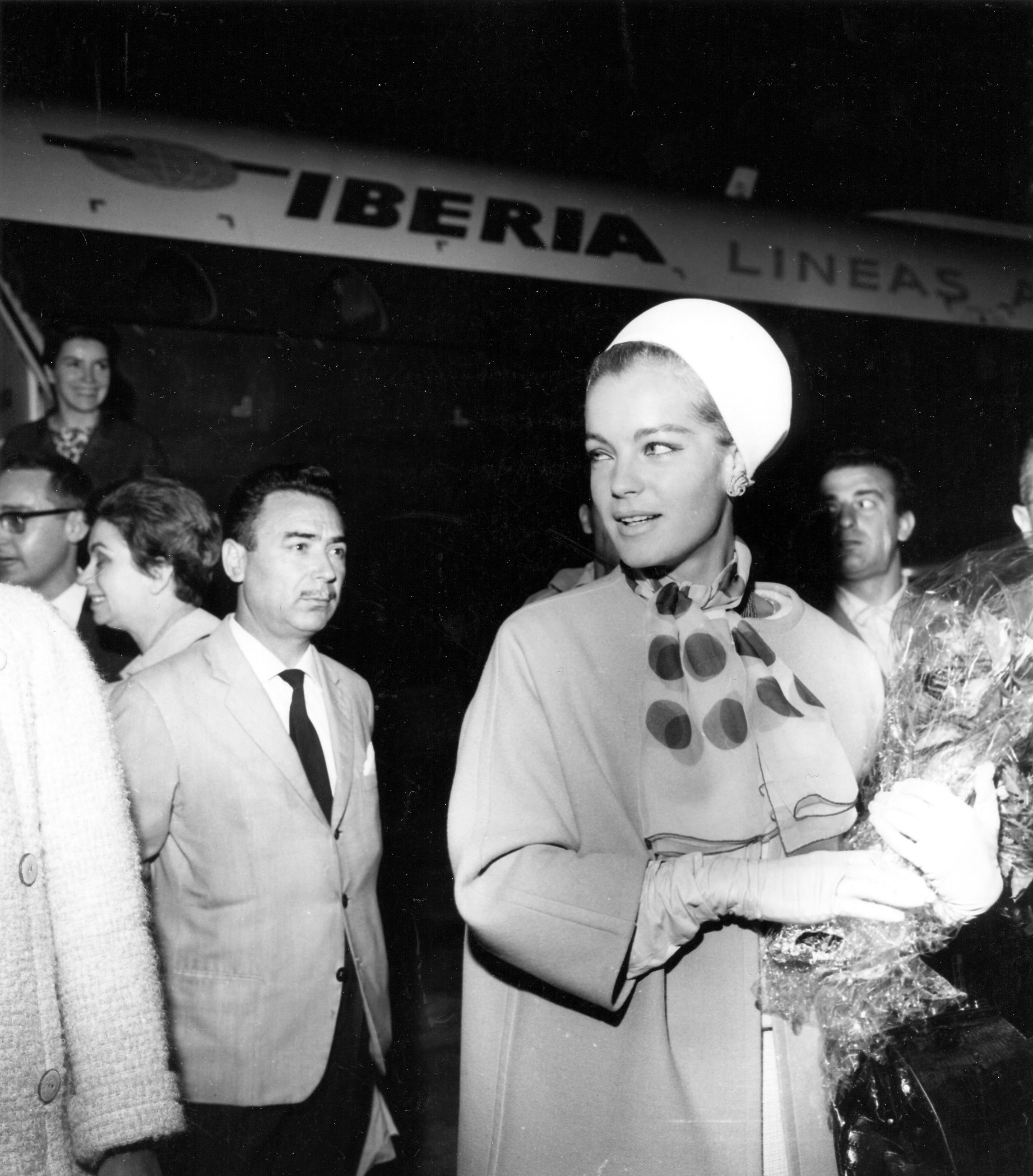
1960/61 drehte Kortner mit Romy Schneider sein Fernsehspiel Die Sendung der Lysistrata.

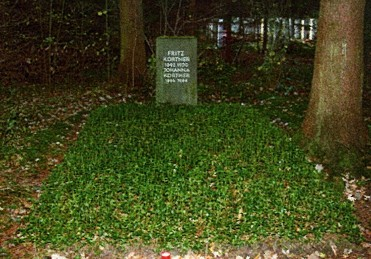
Grabstätte von Fritz Kortner

Ähnlich provoziert fühlte sich das West-Berliner Publikum bei einer Inszenierung drei Jahre später nach dem Aufstand des 17. Juni in der DDR. Auch hier löste Kortners anklagende Haltung gegen Militarismus und Obrigkeitsstaat veritable Irritationen aus: Bei Sean O’Caseys Stück Preispokal über zwei Kriegsfreiwillige im Ersten Weltkrieg, das 1953 unmittelbar nach den Ereignissen des 17. Juni Premiere hatte, „missfiel dem kriegerisch aufgeheizten Teil des Westberliner Publikums die pazifistische Tendenz, die als provozierender Hohn empfunden wurde, während Kortner auch in solchen Zeiten klaren Kopf forderte und darauf beharrte, mit dem Autor den Krieg als ‚Wahnsinnsaktion einer scheinbar unheilbaren Geisteserkrankung‘ zu brandmarken“. Wie Intendant Boleslaw Barlog sich erinnerte, sammelte sich nach der Premiere vor dem Bühneneingang des Schillertheaters ein „Menschenknäuel“, dessen „Unmutsäußerungen nichts Gutes vermuten ließen. Ich begleitete Kortner zu seinem Auto. Er wurde auch ziemlich böse attackiert, aber es gelang mir, mit gutem Zureden, und wenn es sein mußte, auch mit ein bißchen Handgreiflichkeit, die aufgebrachten Menschen von ihm abzudrängen, [...] einige unüberhörbare antisemitische Zwischenrufe trafen Kortner schwer.“
In den 1950er Jahren avancierte Kortner zur Regie-Ikone des Theaters der Bundesrepublik Deutschland, obwohl der Regisseur entgegen eigenem Wunsch nie zum Intendanten eines Theaters berufen wurde. Seine künstlerische Heimat wurden die Münchner Kammerspiele unter Intendant Hans Schweikart und das Berliner Schillertheater unter Intendant Boleslaw Barlog. An den Kammerspielen inszenierte er bis 1967 siebzehn Stücke, darunter häufig Shakespeare, aber auch Beckett, Ibsen, Lessing, Schiller und Strindberg. Zu einem Medienskandal kam es in der Bundesrepublik Deutschland, als Kortner 1960 das Fernsehspiel Die Sendung der Lysistrata nach Aristophanes inszenierte. In der deutschen Politik wurde damals um die Wiederbewaffnung im Allgemeinen und eine atomare Bewaffnung Westdeutschlands im Besonderen gestritten. Nach heftigen Auseinandersetzungen im Vorfeld wurde der Fernsehfilm im Januar 1961 von fast allen Landesrundfunkanstalten der ARD ausgestrahlt. Der Bayerische Rundfunk nahm den Beitrag dagegen unter Verweis auf pazifistische Tendenzen aus dem Programm. In den 1960er Jahren inszenierte Kortner erstmals auch am Burgtheater in seiner Heimatstadt Wien (Ibsens John Gabriel Borkman im November 1964 und Shakespeares Othello im Dezember 1966). Am 29. April 1970 kam drei Monate vor seinem Tod am Wiener Theater in der Josefstadt Kortners letzte Regiearbeit heraus: Emilia Galotti mit Klaus Maria Brandauer und Marianne Nentwich.
Am 22. Juli 1970 starb Fritz Kortner nach langer Krebserkrankung in München. Er wurde auf dem Waldfriedhof in München, Neuer Teil, im Grab Nr. 246-W-23 beigesetzt. Den künstlerischen Nachlass von Fritz Kortner – 60 Archivkästen mit insgesamt etwa 40.000 Blatt – übereignete seine Witwe 1973 dem Archiv der Akademie der Künste in Berlin.

## Theater- und filmgeschichtliche Bedeutung

### Kortner als Theaterschauspieler

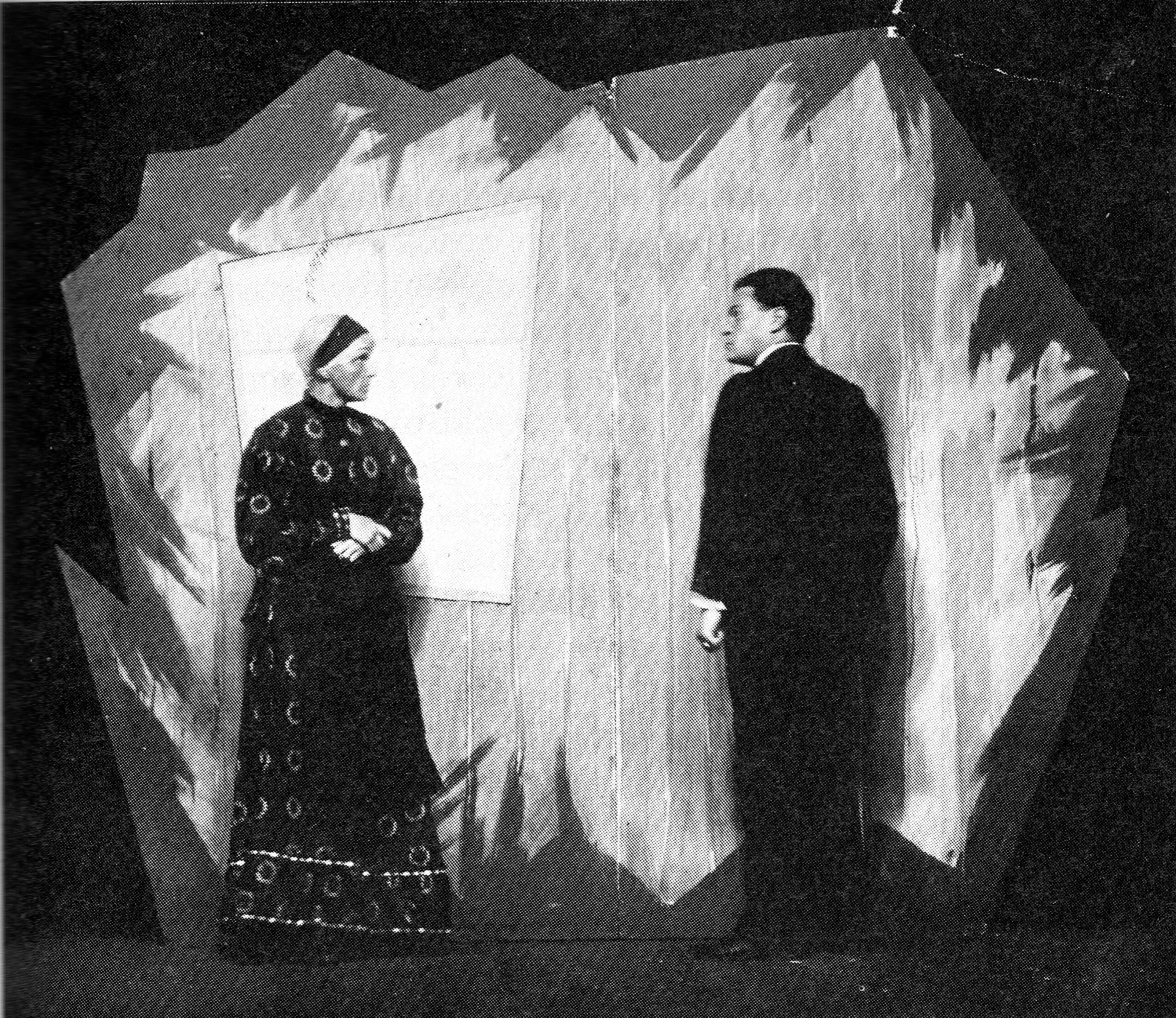
Fritz Kortner als Kriegsheimkehrer Friedrich in Martins Inszenierung von Die Wandlung, 30. September 1919 (Aufnahme: Robert Neppach)

Seinen Durchbruch als Schauspieler erlebte Kortner in Karlheinz Martins Inszenierung von Ernst Tollers Schauspiel Die Wandlung 1919 in Berlin. Kortner spielte den Kriegsheimkehrer Friedrich, der sich vom Kriegsfreiwilligen zum Verkünder einer gesellschaftlichen Wiedergeburt wandelt und der mit seinen beschwörenden Appellen die Stimmung eines kriegsmüden Publikums traf. Seither galt Kortner vielen Kritikern als Exponent des expressionistischen Theaters und Vertreter eines neuen Schauspielstils. Der Kritiker Herbert Ihering rühmte angesichts der virtuosen Darstellung des Helden in Die Wandlung, Kortner sei ein „ungewöhnlich begabter, phantasiebedrängter, glühender Schauspieler“. Gleichwohl bemängelte Ihering noch Schönheitsfehler an dem hoffnungsvollen Nachwuchstalent: Kortner spiele am Anfang nicht frei und „stützte sich auf Ersatztöne. Im Bestreben, der Farbigkeit, zu der ihn sein Gehör zwingt, auszuweichen, verfiel er ihr erst recht. Sein Blut rebellierte noch gegen Stück und Regie.“
Gerade die souveräne, ungekünstelte Beherrschung der stimmlichen Ausdrucksmittel zeichnete Kortners späteres Spiel unter Max Reinhardt, Berthold Viertel, Leopold Jessner, Ernst Legal, Ludwig Berger, Victor Barnowsky, Erich Engel, Jürgen Fehling und Erwin Piscator aus: „Als Geßler, Marquis von Keith, Richard III., Othello und Macbeth in den Inszenierungen Leopold Jessners am Staatstheater, als Danton, Coriolan, Shlink in Brechts Dickicht und als Dr. Schön in Wedekinds Lulu unter der Regie von Erich Engel entwickelte sich Kortner zum Prototyp des expressionistischen und republikanischen Schauspielers, dessen Gestaltungskraft und Ausdrucksintensität nicht nur das Publikum erregte, sondern auch die Schauspieler entzündete, die, an seiner Seite spielend, lernen konnten, wie er Sprache behandelte, Sätze gliederte, alle idyllischen Stimmungskisten und unsachlichen Abschweifungen zugunsten strenger Klarheit und künstlerischer Wahrhaftigkeit mied.“
Matthias Brand konstatierte, Kortner habe sich im Verlauf der 1920er Jahre vom expressiven „Überrumpelungstheater“ abgewendet und einen „episch-realistischen“ Schauspielstil ausgeprägt. Diesen Entwicklungsprozess machte Brand maßgeblich an Kortners Loslösung von dem „starren Jessnerschen Regiekonzept“ Ende 1922 und den schauspielerischen Glanzleistungen der folgenden Jahre unter anderen Regisseuren fest. Als Wendepunkt hob er vor allem die Arbeiten Kortners unter Erich Engel wie den Shlink in Brechts Dickicht (Deutsches Theater Berlin, 29. Oktober 1924) hervor, durch die Kortner auch „einen wichtigen Beitrag zur Herausbildung des episch-realistischen Theaters“ geleistet habe.
Als Charakteristikum von Kortners schauspielerischem und inszenatorischem Verfahren beschrieb Ihering, dass Kortner die Arbeit an der Rolle zum Ausgangspunkt jeder Theaterarbeit erhoben habe: „Die meisten Regisseure gehen von der Fabel, der Handlung, dem Bau des Dramas, der Komödie aus und treffen so die Rollen. Kortner jedoch hört und sieht zuerst jede Rolle und findet von ihr aus den Weg zur sprachlichen und gestischen Durchformung des ganzen Stückes.“ Als Kortner in späteren Jahren immer häufiger als Regisseur erfolgreich war, trat seine Arbeit als Darsteller weitgehend in den Hintergrund. Er begann sich als „abgedankten“ Schauspieler zu betrachten. Henning Rischbieter zufolge ging Kortner zur Regie „auch deshalb über, weil er die Vision eines Stückes ganz und mit ungeteilter Aufmerksamkeit, Eindringlichkeit vermitteln muß, aber auch, weil ihm das Text-Lernen und -Wiederholen schwerer wird.“
Noch Jahre nach seinem Tod war Kortners prägnanter Schauspielstil Gegenstand parodistischer Verfremdung, als der Schauspieler Heinz Bennent in Botho Strauß’ Komödie Die Besucher an den Münchner Kammerspielen im Oktober 1988 den berühmten alten Schauspieler Karl Joseph darstellte. Mit Witz und Tücke ahmte der selbstverliebte Schauspieler Joseph auf der Bühne berühmte Charakterdarsteller wie Fritz Kortner nach und spielte diese virtuos und lustvoll an die Wand.

### Kortner als Filmschauspieler
Zwischen 1915 und 1968 trat Kortner in etwa einhundert Stumm- und Tonfilmen auf. In den Jahren der Weimarer Republik bis 1932 zählte er neben Heinrich George, Emil Jannings und Paul Wegener zu den großen „Männerspielern“ des deutschen Films. Seine Karriere als Filmschauspieler begann Kortner in Sensationsfilmen von Harry Piel. Anfangs spielte er häufiger auch in österreichischen Liebes-Melodramen mit. Kortner war ein zugkräftiger Leinwanddarsteller mit expressionistisch oder naturalistisch angelegtem Schauspielstil in Stummfilmen unter anderem von Leopold Jessner und Paul Leni (Hintertreppe), Friedrich Wilhelm Murnau (Satanas), Georg Wilhelm Pabst (Die Büchse der Pandora) und Reinhold Schünzel (Katharina die Große). Im Tonfilm übernahm Kortner unter anderem leitende Rollen in Ewald André Duponts deutsch-englischer Koproduktion Atlantik, in Richard Oswalds Justizdrama Dreyfus oder in Fjodor Alexandrowitsch Ozeps Der Mörder Dimitri Karamasoff. Seine erste Tonfilm-Regie übernahm Kortner 1931 in dem Lustspiel Der brave Sünder mit Max Pallenberg und Heinz Rühmann; 1932 folgte wiederum nach eigenem Drehbuch So ein Mädel vergißt man nicht mit Willi Forst und Dolly Haas.
In den Emigrationsjahren war Kortner die Möglichkeit, sich mit weiteren Filmen als Regisseur zu profilieren, entzogen. Mit der schwindenden Popularität als Filmschauspieler sah Kortner nach mehreren internationalen Gastspielreisen auch seine Möglichkeiten zu weiteren Gastspielauftritten auf Bühnen im Ausland dahinschwinden. Obwohl er mit erheblichen sprachlichen Hürden zu kämpfen hatte, versuchte er sich in den 1930er und 1940er Jahren intensiv den englischen und amerikanischen Film zu erschließen. Kortner nahm unter anderem Rollen in Berthold Viertels Little Friend, in Walter Fordes Filmmusical Chu-Chin-Chow (beide 1934) und in Karl Grunes unterschwellig antifaschistischem Spielfilm Abdul the Damned (1935) an. In den vierziger Jahren spielte er in mehreren antifaschistischen Produktionen in Hollywood mit. Nach dem Zweiten Weltkrieg trat Kortner nur noch vereinzelt im Film auf, darunter in Josef von Bákys Der Ruf (nach Kortners Drehbuch), in Helmut Käutners Epilog oder in Christian-Jaques Blaubart. In den Vordergrund seiner Arbeit trat die Theaterregie.

### Theater-, Film- und Fernsehregie
Trotz seiner großen Erfolge als Schauspieler gingen Kortners Ambitionen früh über die reine Schauspielerei hinaus. Schon in den 1910er und 1920er Jahren nahm er als junger Mime maßgeblich auf die Inszenierungskonzepte Einfluss und „war de facto häufig Co-Regisseur.“ Erste praktische Erfahrungen in der Regie sammelte Kortner bei Filmprojekten in den Jahren 1918/19 und 1930/31. Theaterregie führte er erstmals in der Emigration, als er im Februar 1940 die Uraufführung des Flüchtlingsdramas Another Sun, das er gemeinsam mit Dorothy Thompson verfasst hatte, am National Theatre New York leitete. Amerikanische Kritiker bemängelten allerdings, Kortners Erstling sei noch zu stark von politischen Reflexionen geprägt und zu wenig bühnenwirksam. Die Inszenierung wurde nach elf Aufführungen abgesetzt. Erst nach der Rückkehr aus der Emigration nach Deutschland 1947 begann eine zweite Karriere Kortners als Theaterregisseur. Als Gastregisseur wurde er ab den 1950er Jahren regelmäßig nach München, Berlin, Frankfurt am Main und Hamburg gerufen. Der Regisseur Kortner galt als „Arbeits- und Wahrheitsfanatiker“. Aufgrund seiner zeitaufwändigen Arbeitsweise, die Kortner den Ruf eines „schwierigen“ Regisseurs eintrug, schuf er insgesamt nur 43 Inszenierungen.
Anders als andere Regisseure, die sich auf eine vierwöchige Probenzeit beschränken mussten, bekam Kortner „drei Monate Probenzeit zugestanden, zunächst mit der Einstellung, er müsse noch lernen.“ Nach Auffassung seines ehemaligen Regie-Assistenten August Everding war Kortner „so überzeugt, Wahrheit zu verkünden, wenn er Meinungen formulierte, so gewiß, hier sei der Schöpfer am Werk, der Welt forme, daß die Proben und Aufführungen gar nicht lang genug sein konnten. Wenn jemand sich beschwerte und fragte, ob das denn nun wirklich Stunden und Stunden dauern müsse, antwortete er: ‚So viel Gutes und Schönes – wollt ihr nicht noch mehr von dem haben, was ich erfinde?‘ […] Seine Überzeugung, allein im Besitz der Wahrheit zu sein, veranlaßte ihn, jede Aussage so breit zu formulieren, daß jeder Zuhörer über den Stand seiner eigenen Unwissenheit und Unbildung informiert sein konnte.“

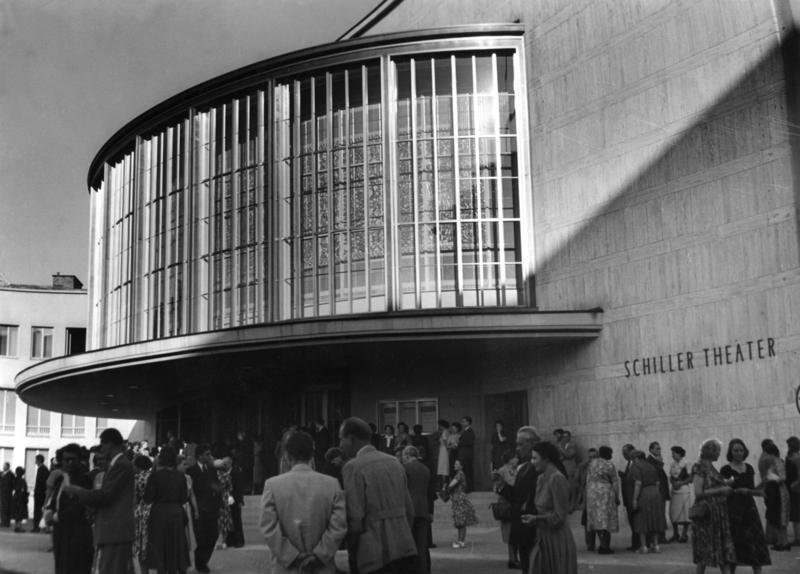
Das Berliner Schillertheater, 1953

Kortner ging bei seinen Inszenierungen ganz vom Text und von der Sprache aus und suchte nach den Gesten, die den Worten zugrunde liegen. Als Regisseur entwickelte er „in langwieriger, intensiver Probenarbeit einen gesten- und detailreichen Realismus, dessen höchstes Ziel die Offenbarung von Wahrheit war. Er ging den Texten auf den Grund, verlangte absolute Genauigkeit, ließ kleinste Nuancen ausspielen (durch forcierte Gestik und Diktion, mimische Überbetonungen); schaffte somit in den 50er und 60er Jahren ein wegweisendes Gegenmodell zum Klassizismus eines Gründgens und zum repräsentativen Stil-Theater regieführender Intendanten wie Karl Heinz Stroux oder Hans Schalla.“ Als 2005 eine DVD-Dokumentation mit Aufzeichnungen von Bühnenproben Kortners aus dem Jahr 1965 veröffentlicht wurde, kommentierte der „Spiegel“: „Wenn er Regie führte, ermahnte er seine Schauspielerkollegen mit grimmiger Lust, ‚noch abonnentenfeindlicher‘ als gewohnt zu agieren: Alle Bühnenroutine war Fritz Kortner […] verhasst; jedes Wort, jede Geste, jedes Zucken im Gesicht musste für ihn seelische Wahrheit zeigen. […] ‚Das Erprobte ist nicht Ziel dieser Proben. Sondern das Unerprobte.‘“
Dabei scheute Kortner als ehemaliger Emigrant auch nicht vor leidenschaftlichem Widerspruch gegen die Haltungen und Wahrnehmungsgewohnheiten einer vor allem auf wirtschaftliche Konsolidierung bedachten westdeutschen Nachkriegsgesellschaft zurück. „Mit seinen insistierenden Inszenierungen löste er häufig Stürme der Entrüstung aus, auch in Berlin, wo er 1950 dreimal im Hebbel-Theater und zwischen 1953 und 1969 zehnmal im Schiller-Theater arbeitete. Gegen seine Don Carlos-Inszenierung protestierten viele Zuschauer und Kritiker, weil Kortner die monströse Karikatur eines totalitären Staatsapparates vorführte und die Schillersche Effektdramaturgie aktualisiert ins Spiel zu bringen versuchte. Einerseits überzeichnete er Figuren grell bis zur Kenntlichkeit (besonders Domingo und den Großinquisitor), andererseits verlieh er sonst zu ‚rhetorischen‘ Helden aufgeplusterten Figuren eine bestürzende Natürlichkeit (wie dem Posa Horst Caspars).“ Der Frankfurter Intendant Harry Buckwitz würdigte Kortner angesichts seiner Beharrlichkeit und seiner wiederholten Theaterskandale als „titanischen Ketzer gegen das Gewohnte – also gegen Schlamperei, Mittelmaß und Scharlatanerie“.

### Ehrungen und Nachwirkung

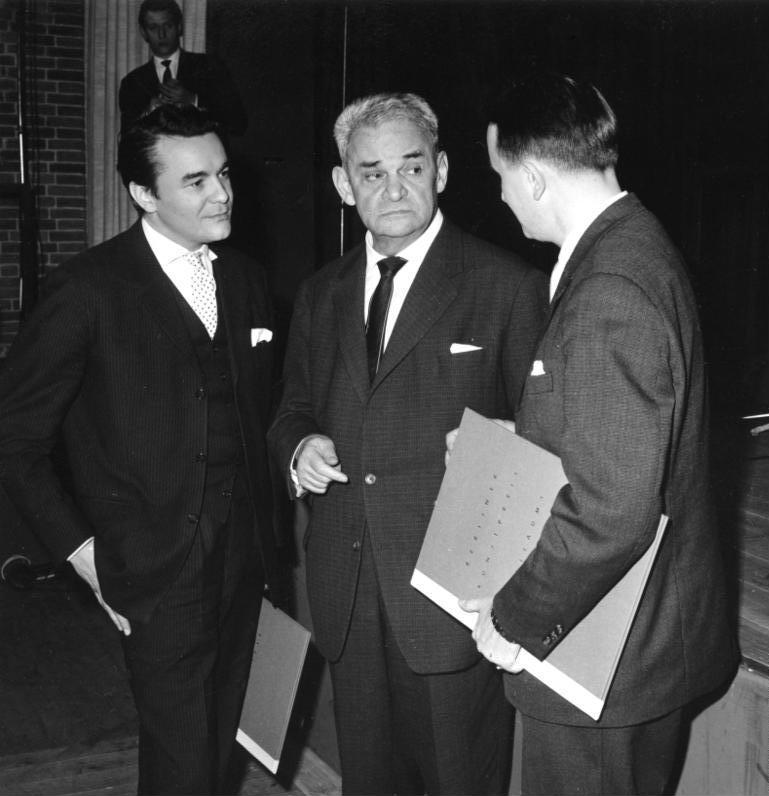
Kortner zwischen Klaus Kammer und Rolf Hochhuth während einer Feierstunde zur Verleihung des Berliner Kunstpreises im April 1963

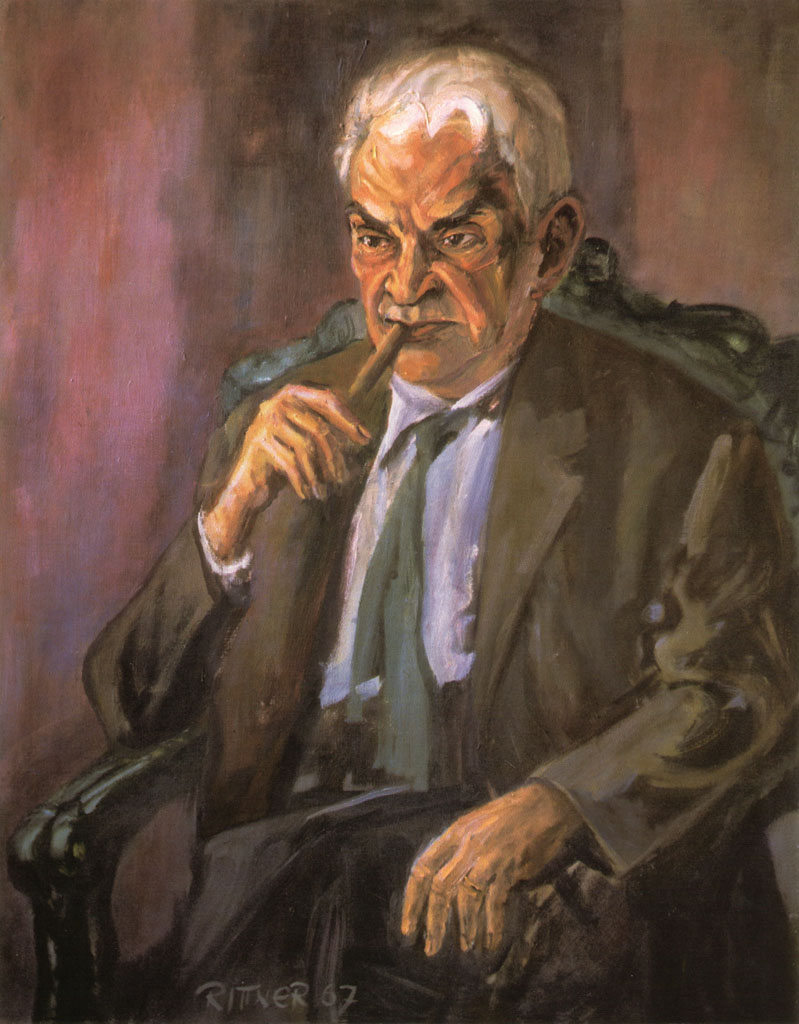
Fritz Kortner, Porträt des deutschen Künstlers Günter Rittner, 1967

Seine zahlreichen Erfolge als Theaterregisseur verschafften Kortner in der Nachkriegszeit ähnlich große öffentliche Anerkennung, wie er sie in der Weimarer Republik und der Ersten Republik Österreich erlebt hatte. Bundespräsident Theodor Heuss überreichte Kortner 1957 das Große Verdienstkreuz mit Stern, eine Auszeichnung, die das Staatsoberhaupt der Bundesrepublik bis dahin nur wenigen Theaterkünstlern wie Gustaf Gründgens verliehen hatte. Seitdem wurden dem Heimkehrer Kortner, der Peter Stein zufolge die „fruchtbarsten Impulse des Theaters der Weimarer Republik und des Expressionismus über das Nazidesaster hinweggerettet“ hatte, in der Bundesrepublik und in Österreich zahlreiche Ehrungen zuteil. Dazu zählten der Berliner Kunstpreis (1963), die Goldene Ehrenmünze der Stadt München, die Kainz-Medaille der Stadt Wien (beide 1967) und der Orden Pour le mérite für Wissenschaft und Künste (1970).
In den Nachkriegsjahren erlebte Kortner die „Zustimmung der Jungen“ zu seiner Theaterarbeit als besonderen „Trost“. Der Kortner-Stil in Interpretation und Probenarbeit prägte eine neue Regie-Generation und beeinflusste zahlreiche Schauspieler. Zu Kortners Regie-Assistenten an den Münchner Kammerspielen zählten die späteren Regisseure und Intendanten August Everding (Regie-Assistenz 1954), Jürgen Flimm und Peter Stein (beide 1968). Der spätere Generalintendant der Bayerischen Staatstheater Everding erinnerte sich, er habe bei Kortner „lesen gelernt. Alte Texte, die ich zu kennen glaubte, wurden neue Texte, wenn Sie [das heißt Kortner] diese vorlasen. Dabei war es nicht eine originelle Interpretation, die das Neue ausmachte. Sie entdeckten neue Beziehungen und fanden ganz ungewohnte Charaktere, wo man nur Klischees kannte. Damit erfanden Sie den Autor neu.“ Der Intendant der Berliner Staatsoper Unter den Linden Jürgen Flimm behielt Kortner als „extremen“ Lehrer im Gedächtnis, von dem er gelernt habe, „Texte akribisch zu analysieren. Er hatte ein unglaubliches Gespür für das szenische Potenzial eines Stücks und konnte gleichsam aus einem Komma in einem Satz eine ganze Szene entwickeln.“ Der Schaubühnen-Leiter Peter Stein hob hervor, dass er bei seinen frühen Inszenierungen nach Kortners Vorbild „sehr stark mit Veränderungen und Umstellungen der dramaturgischen Abläufe“ gearbeitet habe. Später sei er von dieser Praxis wieder abgerückt, um der in der ursprünglichen Textgestalt verbürgten historischen Wahrheit zum Ausdruck zu verhelfen.
Zwischen 1987 und 1999 verlieh die Zeitschrift Theater heute den Fritz-Kortner-Preis. Der mit 10.000 Mark dotierte Preis wurde an deutschsprachige Theaterkünstler verliehen, die „Wagemut, Wahrhaftigkeit und ästhetische Neugier“ gezeigt hatten. Zu den Trägern des Theaterpreises, den der Verleger Erhard Friedrich gestiftet hatte, zählten Frank Castorf, Kurt Hübner, Einar Schleef, Kortners ehemaliger Assistent Peter Stein und Peter Zadek. Die Vergabe des Preises wurde 2000 eingestellt, doch stellte die Friedrich-Stiftung das Preisgeld auch weiterhin für die Unterstützung von Projekten der Theaterausbildung und -forschung zur Verfügung. Zudem erinnern mehrere deutsche Städte im öffentlichen Raum an Kortner. Nach ihm sind Straßen in München (seit 1981), Osterholz-Scharmbeck (seit 2004) und Berlin (seit 2006) benannt.

## Filmografie (Auswahl)
- 1915: Police Nr. 1111 (Regie: Harry Piel)
- 1915: Das Geheimnis von D 14
- 1917: Der Brief einer Toten
- 1918: Der Märtyrer seines Herzens (Regie: Emil Justitz)
- 1918: Das andere Ich
- 1918: Frauenehre (Regie: Georg Kundert)
- 1918: Der Sonnwendhof
- 1919: Das Auge des Buddha (Regie: Maurice Armand Mondet)
- 1919: Satanas
- 1920: Katharina die Große
- 1920: Va banque
- 1920: Der Schädel der Pharaonentochter
- 1920: Gerechtigkeit (Regie: Štefan Lux)
- 1920: Die Brüder Karamasoff (Carl Froelich)
- 1920: Das Haus zum Mond (Regie: Karlheinz Martin)
- 1920: Weltbrand
- 1920: Die Lieblingsfrau des Maharadscha, 3. Teil
- 1921: Die Verschwörung zu Genua
- 1921: Landstraße und Großstadt (Regie: Carl Wilhelm)
- 1921: Hintertreppe (Regie: Leopold Jessner)
- 1922: Sterbende Völker (2 Teile)
- 1922: Der Graf von Essex
- 1922: Luise Millerin (Regie: Carl Froelich)
- 1922: Der Ruf des Schicksals (Regie: Johannes Guter)
- 1923: Nora
- 1923: Schatten (Regie: Arthur Robison)
- 1923: Peter der Große (Regie: Dimitri Buchowetzki)
- 1924: Moderne Ehen (Regie: Hans Otto Löwenstein)
- 1924: Orlac’s Hände (Regie: Robert Wiene)
- 1926: Dürfen wir schweigen?
- 1927: Beethoven (Regie: Hans Otto Löwenstein)
- 1927: Mata Hari (Regie: Friedrich Fehér)
- 1927: Die Geliebte des Gouverneurs
- 1927: Die Ausgestoßenen
- 1927: Primanerliebe (Regie: Robert Land)
- 1927: Maria Stuart (Regie: Friedrich Fehér und Leopold Jessner)
- 1927: Mein Leben für das Deine
- 1928: Frau Sorge
- 1928: Marquis d’Eon, der Spion der Pompadour (Regie: Karl Grune)
- 1928: Revolutionshochzeit (Regie: A. W. Sandberg)
- 1928: Die Büchse der Pandora (Regie: Georg Wilhelm Pabst)
- 1929: Die Frau im Talar
- 1929: Das Schiff der verlorenen Menschen (Regie: Maurice Tourneur)
- 1929: Die stärkere Macht
- 1929: Atlantik (Regie: Ewald André Dupont)
- 1929: Giftgas (Regie: Michail Dubson)
- 1929: Somnambul (Regie: Adolf Trotz)
- 1929: Die Frau, nach der man sich sehnt (Regie: Kurt Bernhardt)
- 1930: Der Andere (Regie: Robert Wiene)
- 1930: Dreyfus (Regie: Richard Oswald)
- 1931: Der brave Sünder
- 1931: Danton (Regie: Hans Behrendt)
- 1931: Der Mörder Dimitri Karamasoff (Regie: Fjodor Ozep)
- 1933: So ein Mädel vergißt man nicht (als Regisseur)
- 1934: Chu-Chin-Chow (Regie: Walter Forde)
- 1934: Little Friend
- 1935: Der rote Sultan (Abdul the Damned) (Regie: Karl Grune)
- 1943: The Strange Death of Adolf Hitler (& Drehbuch)
- 1944: The Hitler Gang (Regie: John Farrow)
- 1946: Die Gräfin von Monte Christo (The Wife of Monte Cristo) (Regie: Edgar G. Ulmer)
- 1946: Auf Messers Schneide (The Razor's Edge) (Regie: Edmund Goulding)
- 1946: Irgendwo in der Nacht (Somewhere in the Night) (Regie: Joseph L. Mankiewicz)
- 1948: Berlin-Express (Regie: Jacques Tourneur)
- 1949: Der Ruf (Regie: Josef von Báky)
- 1950: Epilog – Das Geheimnis der Orplid (Regie: Helmut Käutner)
- 1951: Blaubart
- 1954: Die Stadt ist voller Geheimnisse (nur Regie)
- 1955: Um Thron und Liebe (Regie)
- 1961: Die Sendung der Lysistrata (Regie: Fritz Kortner)
- 1968: Der Kaufmann von Venedig (Regie: Otto Schenk)
- 1968: Der Tod eines Handlungsreisenden (Regie: Fritz Kortner)

Quelle:

## Inszenierungen an den Münchner Kammerspielen (Auswahl)
- 1949: Donauwellen von Fritz Kortner[85]
- 1949: Der Vater von August Strindberg
- 1951: Minna von Barnhelm von Gotthold Ephraim Lessing
- 1953: Gespenster von Henrik Ibsen
- 1954: Warten auf Godot von Samuel Beckett (mit Heinz Rühmann und Ernst Schröder)
- 1957: Was ihr wollt von William Shakespeare
- 1959: Dantons Tod von Georg Büchner
- 1961: Timon von Athen von William Shakespeare
- 1962: Othello von William Shakespeare (mit Rolf Boysen in der Titelrolle)
- 1963: König Richard III. von William Shakespeare
- 1963: Leonce und Lena von Georg Büchner
- 1965: Kabale und Liebe von Friedrich Schiller (mit Helmuth Lohner und Christiane Hörbiger)

## Hörspiele

### Regie
- 1954: Warten auf Godot von Samuel Beckett (BR)[86]
- 1968: Zimmerschlacht von Martin Walser (DLF)

### Sprecher
- 1925: Johann Wolfgang von Goethe: Aus Faust. Rolle: Mephistopheles, Regie: Alfred Braun, Produktion: Funk-Stunde Berlin.
- 1928: William Shakespeare: Othello, der Mohr von Venedig. Trauerspiel in fünf Akten Rolle: Othello, Regie: Hermann Beyer, Produktion: Nordische Rundfunk AG
- 1932: Bertolt Brecht: Die heilige Johanna der Schlachthöfe. Regie: Alfred Braun, Rolle: Pierpont Mauler, Produktion: Funk-Stunde Berlin.
- 1948: Georg Büchner: Dantons Tod. Rolle: Danton, Regie: Walter Ohm, Produktion: Bayerischer Rundfunk. Als Podcast/Download im BR Hörspiel Pool.[87]
- 1954: Friedrich Hebbel: Die Nibelungen. Rolle: König Etzel, Regie: Wilhelm Semmelroth, Produktion: NWDR.
- 1958: William Shakespeare: König Lear. Rolle: Lear, Regie: Wilhelm Semmelroth, Produktion: Westdeutscher Rundfunk.
- 1960: Jakob Wassermann: Der Fall Maurizius. Rolle: Georg Warschauer/Waremme, Regie: Ulrich Lauterbach, Produktion: Hessischer Rundfunk.
- 1964: Johann Wolfgang von Goethe: Faust 1. Rolle: Erdgeist, Regie: Otto Kurth, Produktion: Bayerischer Rundfunk.

## Auszeichnungen
- 1957: Großes Verdienstkreuz mit Stern des Verdienstordens der Bundesrepublik Deutschland
- 1962: Kultureller Ehrenpreis der Landeshauptstadt München
- 1963: Berliner Kunstpreis
- 1964: Ernennung zum Staatsschauspieler in Berlin
- 1966: Filmband in Gold für langjähriges und hervorragendes Wirken im deutschen Film
- 1967: Goldene Ehrenmünze der Landeshauptstadt München und Kainz-Medaille der Stadt Wien
- 1968: Ernst-Reuter-Plakette in Silber, Berlin
- 1970: Pour le mérite für Wissenschaft und Künste

## Autobiografie und Werke
- Aller Tage Abend. Autobiographie. Droemer-Knaur, München 1996, ISBN 3-426-02336-9 (Erstausgabe: Kindler Verlag, München 1959).
- Aller Tage Abend. Autobiographie. Mit einem Nachwort von Klaus Völker. Alexander Verlag, Berlin 2005, ISBN 3-89581-098-3 (Erstauflage dieser Lizenzausgabe mit dem neuen Nachwort: Berlin 1991).
- Aller Tage Abend. Auszüge, gelesen von Fritz Kortner. Alexander Verlag, Berlin 2005, ISBN 3-89581-137-8 (ausgezeichnet im Oktober 2005 auf der hr2-Hörbuch-Bestenliste).
- Letzten Endes. Fragmente. Hrsg. von Johanna Kortner. Kindler, München 1971 (posthume Autobiografie).
- Jean Baptiste Molière: Don Juan. Bearbeitung von Fritz Kortner. Desch, München, Wien, Basel 1960.
- Die Sendung der Lysistrata. Schauspiel. Kindler, München 1961.
- Die Zwiesprache. Schauspiel. Kindler, München 1964.
- Theaterstücke. Nacht und Nebel, Donauwellen. Hrsg. von Matthias Brand. Prometh, Köln 1981.

## Dokumentation
- Kortner – Doppel-DVD mit zwei Dokumentarfilmen von Hans-Jürgen Syberberg von 1965 beim Alexander Verlag Berlin, Berlin 2005.
- „Kortner – Leidenschaft und Eigensinn“ – Dokumentarfilm von Andreas Lewin – Koproduktion Andreas Lewin Filmproduktion und SWR/RBB 2004, Erstaufführung 18. Januar 2005 in der Akademie der Künste, Berlin[88]